# Boumahra Ahmed
Boumahra Ahmed là một đô thị thuộc tỉnh Guelma, Algérie. Dân số thời điểm năm 2002 là 15.273 người.